# みっひーランド
『みっひーランド』は、2007年4月からエンタ!371（後にエンタ!959）で放送されているバラエティ番組である。みひろの冠番組。前身である『みっひーHOUSE』。かすみ果穂の引退卒業により2016年5月からリニューアルした『新みっひーランド みひなな食堂』についても記述する。

## 概要
2006年4月から2007年3月まで放送されていた『みっひーHOUSE』をリニューアルしたもの。みひろを中心に、セクシー女優（AV女優、元AV女優）が、大喜利やロケ、ミニコント、ガールズトーク等を行う。
2010年4月の放送から、番組表記が『みっひーランド』から『みっひーランド。』に変更されており、回数もリセットされて#1からとなった。
2016年5月からかすみ果穂引退につき『新みっひーランド みひなな食堂』にリニューアル（パッケージ化の際は『みひなな食堂』名義）。料理や食事を扱った番組となる。
みひろ以外のレギュラーメンバーの変遷は、以下の通り。
| 番組タイトル                    | 期間                                                               | 氏名                           |
| ------------------------------- | ------------------------------------------------------------------ | ------------------------------ |
| みっひーHOUSE                   | 2006年4月~2007年3月                                                | 糸矢めい                       |
| みっひーランド                  | 2007年4月（#1）~7月（#4）                                          | 糸矢めい                       |
| みっひーランド                  | 同年8月（#5）~2009年4月（#25）                                     | 糸矢めい、かすみ果穂           |
| みっひーランド→みっひーランド。 | 2009年5月（#26）~2010年3月（#36） 2010年4月（#1）~2014年8月（#53） | 糸矢めい、かすみ果穂、七海なな |
| みっひーランド                  | 2014年9月（#54）以降                                               | かすみ果穂、七海なな           |
| 新みっひーランド みひなな食堂   | 2016年5月（#）以降                                                 | 七海なな                       |

2013年にロサンゼルス、ラスベガスで行われた海外編では、『かすみレディオ』や『みひろのウ・ラ・ド・リ』なども撮影された。この旅行は『第3回セクシー女優総選挙』で優勝した商品だったが、他の回の成績は第3位（最下位）だけである（2016年2月現在、第4回まで行われている。第5回の開催は未定）。なお、『セクシー女優総選挙』は『かすみレディオ』と『あいのエチュード』との合同企画であった。
2024年1月放送分をもってエンタ!959での放送を終了。番組は制作会社・ノーマンスリーが立ち上げたDMMオンラインサロン「エンタちゃん放送局」のコンテンツとして制作、配信される。

## 放送リスト
2009年4月以降。

### みっひーランド

#### 2009年
| 回数 | 初回放送日 | 放送内容                                                |
| ---- | ---------- | ------------------------------------------------------- |
| #25  | 4月4日     |                                                         |
| #26  | 5月2日     | メンバーオーディション開催                              |
| #27  | 6月2日     |                                                         |
| #28  | 7月4日     |                                                         |
| #29  | 8月1日     |                                                         |
| #30  | 9月5日     |                                                         |
| #31  | 10月4日    |                                                         |
| #32  | 11月4日    |                                                         |
| #33  | 12月2日    | お題、空っぽのクリスマスプレゼント。はたしてその理由は? |

#### 2010年
| 回数 | 初回放送日 | 放送内容                                                                                     |
| ---- | ---------- | -------------------------------------------------------------------------------------------- |
| #34  | 1月2日     | お題、冬なのに暑い。はたしてその理由は? 2010年の抱負。                                       |
| #35  | 2月3日     | 料理をしている時に彼氏に抱きしめられたら?                                                    |
| #36  | 3月3日     | モノボケでみひろを笑わせよう。みんなの小さな幸せって何? そろそろ卒業したいこと。私の男勝り。 |

### みっひーランド。

#### 2010年
| 回数 | 初回放送日 | 放送内容 |
| ---- | ---------- | --- |
| #1   | 4月4日     | 5年目に入り、過去の名場面を見返す。 宮城から現れた「アイドルの卵」椎名ひかるの紹介。                                            |
| #2   | 5月2日     | 5月19日のみひろ28歳の誕生日を祝う、緊急ドッキリ企画「サプライズバースデイ」                                                     |
| #3   | 6月5日     | みひろのAV引退会見。理想の結婚相手。理想の相手を描こう。 お題、結婚を考えてくれない恋人に「こいつと結婚したい」と思わせる一言。 |
| #4   | 7月3日     | ショートコント「E.T.」、「私たち家電アイドル」、「誘う唇」など。海で逆ナンパ。                                                  |
| #5   | 8月3日     | 「エロ川柳選手権」、「恋の失敗談」、「恋のお守り」など。 夏休みは何しますか? めいの楽屋レポート。                               |
| #6   | 9月4日     | 大喜利、ショートコントなど。 「M心をくすぐられるの…」、「男からのキモメール」、「2度目のデートがないと思った瞬間」など。        |
| #7   | 10月2日    | 大喜利、ショートコントなど。「胸キュンする瞬間」、「恋愛ベタ」、「女の色気」など。                                              |
| #8   | 11月5日    | 大喜利、ショートコントなど。「カラダ狙いの男子」、「彼氏の愛情を確かめるチャンス」、「3D撮影」など                              |
| #9   | 12月3日    | 大喜利、ショートコントなど。 |

#### 2011年
| 回数 | 初回放送日 | 放送内容 |
| ---- | ---------- | --- |
| #10  | 1月2日     | 2011年からはロケ企画も。秋葉原の近未来メイドカフェ「PINKYCAFE」でメイド体験 コント初詣。萌え萌え武道界。抱負。                       |
| #11  | 2月4日     | 「バレンタイン料理対決」 |
| #12  | 3月4日     | 雛祭り企画「みっひーの出張ちらし寿司」。「贈る言葉大喜利、「角界を励ますシコ」など。 小さな春を見つけよう。                          |
| #13  | 4月1日     | 前番組「みっひーHOUSE」から5周年。「みっひーランドカルトクイズ」 めいちゃんの世界一つまらない授業。お題、お花見。メイクのポイントは? |
| #14  | 5月1日     | 「みひろのお店?!」、みっひーサプライズ誕生会など。                                                                                   |
| #15  | 6月3日     | 中野ブロードウェイでオタク文化。BL漫画。 中野ブロードウェイでぶっちゃけガールズトーク。前髪切っちゃいました。                        |
| #16  | 7月1日     | ショートコント、大喜利、楽屋レポートなど。ボルダリングロケ。 みっひーランド場所。                                                    |
| #17  | 8月5日     | 「本当にあった怖い話」、水着de大喜利、楽屋レポートなど。 暑い夏の乗り越え方。                                                        |
| #18  | 9月2日     | 初の公開収録（前編）。 飲み会でモテモテ。夏の思い出。                                                                                |
| #19  | 10月2日    | 初の公開収録（後編）。 ショートコント「海外旅行」、「第2回みひろモノマネ王座決定戦」、「守ってあげたいオンナ大喜利」など。           |
| #20  | 11月1日    | みひろの希望で「乗馬」ロケ。大喜利。                                                                                                 |
| #21  | 12月4日    | 年末恒例、3大ニュース企画。 |

#### 2012年
| 回数 | 初回放送日 | 放送内容 |
| ---- | ---------- | --- |
| #22  | 1月4日     | なでしこ寿司。年末に放送できなかった企画。 反省。                                                            |
| #23  | 2月1日     | タップダンス初挑戦、大喜利「絶対成功するバレンタイン告白」                                                   |
| #24  | 3月3日     | 2回目の公開収録（2月5日）前編                                                                                |
| #25  | 4月1日     | 2回目の公開収録（2月5日）後編 （遊戯会的ショートコント、大喜利2回戦、「第1回かすみ果穂モノマネ女王決定戦」） |
| #26  | 5月2日     | 湯河原温泉街ロケ前編（陶芸体験、名物B級グルメ）                                                              |
| #27  | 6月1日     | 湯河原温泉街ロケ後編（「ゴールデンオレンジ」のみかん狩り、海鮮料理の食レポ、オリジナル陶器）                 |
| #28  | 7月1日     | インドアスポーツ女王決定戦（ダーツ、ビリヤード、卓球）                                                       |
| #29  | 8月4日     | 夏恒例「怖いもの特集」、「本当にあった怖い話」                                                               |
| #30  | 9月5日     | 公開収録、前編                                                                                               |
| #31  | 10月13日   | 公開収録、後編                                                                                               |
| #32  | 11月3日    | 秋の釣り対決                                                                                                 |
| #33  | 12月1日    | 年末恒例3大ニュース企画、クリスマスショートコント、クリスマス大喜利                                          |

#### 2013年
| 回数 | 初回放送日 | 放送内容 |
| ---- | ---------- | --- |
| #34  | 1月5日     | 1月16日発売の新作DVDの見所、未公開映像 |
| #35  | 2月3日     | 料理対決「パンケーキで男を落とせ」 罰ゲームはパイ。 |
| #36  | 3月2日     | 今月から6ヶ月は海外ロケ編（番組初）。ロサンゼルス1日目。 成田空港で。ホテルで荷物チェック。メリーゴーランドで。 かすみの風呂を覗く。いたずらでいなくなったメイちゃんとパック。                    |
| #37  | 4月1日     | ロサンゼルス2日目 （「メルローズでアメカジコーディネート」、「巨大ホットドック」、ハリウッド体験など） みひろを寝起きドッキリ。100ドルでお互いにコーディネート。 糸矢の風呂。一緒に寝ようよ。     |
| #38  | 5月5日     | 3日目。ロサンゼルスからラスベガスへ移動 （「砂漠でショートコント」、「スウィートルームで一緒にお風呂」など）                                                                                      |
| #39  | 6月1日     | 4日目（ラスベガスの高層タワー「ストラスフィア・タワー」で似顔絵、絶叫マシーン体験） みひろの寝起きどっきり。リムジンでセレブごっこ。 新たな発見、かすみと七海の恋愛感。ドストライクなめいちゃん。 |
| #40  | 7月1日     | 5日目。ラスベガスからロサンゼルスへ移動（泥エステ、セルフホットドック作り） 他のメンバーに聞いてみたい事は? おしっこしてるみたい。                                                                |
| #41  | 8月3日     | 海外ロケ編最終日（2on2バスケットボール対決、晩御飯を手作り、お手紙交換） |
| #42  | 9月1日     | 年頭に行った公開収録（「ブルマコント」、「あたりまえ体操」） ぐるぐるバット |
| #43  | 10月5日    | ポニーキャニオンでの公開収録、前編 （ロス・ラスベガスロケのぶっちゃけトーク、楽屋オフショット、「メンバーの順位付け企画」など） ○×                                                                |
| #44  | 11月2日    | ポニーキャニオンでの公開収録、後編 （ロス・ラスベガスロケのコーディネート企画の衣装で登場、ショートコント、大喜利）                                                                               |
| #45  | 12月3日    | 千葉県「ロマンの森共和国」に温泉旅行（「面白自転車レース」、年末恒例3大ニュース） グルメレポート。                                                                                                |

#### 2014年
| 回数 | 初回放送日 | 放送内容 |
| ---- | ---------- | --- |
| #46  | 1月2日     | 千葉県「ロマンの森共和国」に温泉旅行、後編（いちごの苗木の世話、ステンドグラスペンダンド作り） 猫と戯れるオフショット。 |
| #47  | 2月2日     | 節分特別企画「福を呼ぶ恵方巻で男を落とせ!」、大喜利「100％成功するバレンタイン告白」 恵方巻きの見た目だけで評価。最下位の罰ゲームは鬼。 バレンタイン大喜利。お題は、私達は恋愛マスターです。 恋する乙女に成功率100％のバレンタイン告白を見せてください。 にゃんにゃんぶりっこ選手権。ぶりっこに恵方巻きを食べた点数も加算。                                             |
| #48  | 3月2日     | 浅草名所巡り（「雷おこし手作り体験」、「バーチャルプロ野球選手とのバッティング対決」） コントは寺修行。 |
| #49  | 4月3日     | スラックライン（綱渡り）体験、パジャマ女子会 |
| #50  | 5月1日     | 六本木のシューティングバーでエアガン体験、パジャマ女子会、糸矢めい引退発表。 コント、ミュージカルオーディション「ゴリラキング」。 |
| #51  | 6月5日     | 糸矢めい卒業旅行前編 （富士河口湖、富士急ハイランド、糸矢めい最後のショートコント、大喜利、みひろ誕生祝い） 旅館で大喜利（露天風呂に来たお猿さん、ちょいちょいイラっとする行動は?）で箸をもらえ。 |
| #52  | 7月3日     | 糸矢めい卒業旅行後編（温泉、卒業式） 寝起きドッキリ。露天風呂で酒。卒業記念のお皿に絵付け体験。卒業式。 |
| #53  | 8月2日     | 糸矢めい卒業旅行未公開集（「トランプババ抜き大会」） 旅行の続き。罰ゲームも再び。FUJIYAMA完全版。 トイレに行っている間に。散らかしたのは誰? 似顔絵。シャッフル。チョンボ。 |
| #54  | 9月4日     | 月島で「もんじゃ焼き体験」、ショートコント「デコボコ応援団」 コント、つくば高校応援団。ウィーン。今はなきめいちゃんの立ち位置。 土手…病気なんです。みひろの土手が決壊。そんな事言ってるとロケNGになる。 ななの楽屋レポート、やることリスト。11歳おめでとうと言う。 秋のコスプレ大喜利、朝起きると謎のボタンが。押したらどうなる?                                        |
| #55  | 10月3日    | カラオケ企画（歌唱力対決） 秋の尻相撲大会。おならの女王。プライベートのカラオケ風に十八番を熱唱。 デュエットしたい曲でカラオケ対決。採点で最下位は最速テンポの罰ゲーム。 イチャイチャチュッチュキャピキャピラブラブスリスリドキドキ。ななの楽屋レポート、変なお豆さん。 秋のコスプレ大喜利、初めて好きな男と手を握りました。 男をさらに好きにさせる言動をお願いします。 |
| #56  | 11月2日    | ロケ企画「太極拳体験」、年末恒例3大ニュース レディ･ガガと沖縄とSEXブラ。めいちゃん。 |
| #57  | 12月5日    | 「クリスマスコント」、和菓子作りに初挑戦 仁義なきクリスマス抗争コント。 和菓子作りのテーマは、誕生日の季節の花で桜、藤、テン月の菊。 食べ方が上品対決。同じお金払ってるんですけど。 2014年3大ニュース。 |

#### 2015年
| 回数 | 初回放送日 | 放送内容 |
| ---- | ---------- | --- |
| #59  | 2月5日     | 公開収録、後編（コント「バレンタイン告白」、「合格発表大喜利」） 新宿で公開収録。バレンタイン･キッス。 コント、バレンタイン告白。理想のバレンタイン告白。超ワル。軍人。ハーフ。 合格発表大喜利、大学受験の合格発表で自分の番号を見て大喜び。 その喜び方がモデル事務所の目に留まり熱烈な勧誘を受けた。どんな喜び方をしたか実践して。 オーディションの合格発表。s1は来もしないんだ。ロリ界のスタイルナンバー1。 リベンジポルノ。大河ドラマ。 |
| #60  | 3月1日     | 謎解き体験施設「なぞともカフェ渋谷店」でのロケ前編の他、「枝豆ロシアンルーレット」 「なぞともカフェ渋谷店」で謎解きに挑戦。枝豆ロシアンルーレット。 |
| #61  | 4月4日     | 謎解き体験施設「なぞともカフェ渋谷店」でのロケ後編。コスプレ衣装でのゲーム対決 謎解き後編。マンスジ…ノメ??? コント、マックロ商事。トイレットペーパー早巻き対決。 |
| #62  | 5月9日     | 母の日特別企画「プリザーブドフラワー作り」、「みっひーラインスタンプ」いじり、ゲーム対決、ガチ罰ゲーム 母の日でプリザーブドフラワーを作ってお母さんにプレゼントしよう。 おしぼりロシアンルーレット。罰ゲームはピコピコハンマーでお尻ペンペン。 |
| #63  | 6月6日     | 「風鈴作り」（吹きガラスや絵付け）、コント「旅行」、ゲーム対決、ガチ罰ゲーム 江戸風鈴作り。コイン落とし危機一髪。 |
| #64  | 7月4日     | 吉田明美パントマイム教室。全身タイツ対決企画たたいて・かぶって・ジャンケンポン ヒゲダンス。 |
| #65  | 8月1日     | お洒落ストッキング専門店「アヴァンギャルド」でコーディネート対決、 吉田明美パントマイム企画でジャグリング パントマイムの続き。もてるタイツを探そう。風船銃ロシアンルーレット。ハットジャグリングに挑戦。皿回し。 |
| #66  | 9月3日     | 那須サファリパークでサファリパークバスツアー |
| #67  | 10月1日    | 那須高原で食欲の秋体験（焼き立てパン、採れたてブルーベリーを使ったデザート） |
| #68  | 11月1日    | 1年ぶりの公開収録（前編）。2015年3大ニュース、全身タイツでの公開コント「人文字部」 |
| #69  | 12月1日    | 1年ぶりの公開収録（後編）。みひろリベンジ企画「カラオケ歌合戦」 |

#### 2016年
| 回数 | 初回放送日 | 放送内容 |
| ---- | ---------- | --- |
| #70  | 1月2日     | 茶道体験（正しいお菓子の食べ方、お茶の飲み方）。対決企画「オトナのカルタ」                                                                    |
| #71  | 2月2日     | ネコカフェ体験レポート |
| #72  | 3月日      | かすみ果穂卒業箱根旅行前編。 祝10周年記念企画。よみうりランドでバンジージャンプ。                                                             |
| #73  | 4月日      | かすみ果穂卒業箱根旅行後編。卒業制作。 |
| #    | 4月16日    | 36時間かすみ果穂＆上原亜衣引退特別編成。かすみ果穂卒業式。みっひーランド名場面。高橋校長や在校生から手紙の朗読。卒業作品。（4月9日、公開収録) |
| #    | 4月16日    | 36時間かすみ果穂＆上原亜衣引退特別編成、かすみ果穂卒業箱根旅行完全版。                                                                        |

### みひなな食堂
| 回数 | 放送月        | 放送内容                                                             |
| ---- | ------------- | -------------------------------------------------------------------- |
| #1   | 2016年5月     | ゲストは吉沢明歩                                                     |
| #2   | 6月           | ゲストは浅田結梨                                                     |
| #3   | 7月           | ゲストはあやみ旬果                                                   |
| #4   | 8月           | ゲストは高橋しょう子                                                 |
| #5   | 9月           | ゲストは三上悠亜。                                                   |
| #6   | 10月          | ゲストは三上悠亜。                                                   |
| #7   | 11月          | ゲストは橋本ありな                                                   |
| #8   | 12月          | 年越し蕎麦打ち。                                                     |
| #9   | 2017年 1月    | ゲストは吉沢明歩、瑠川リナ、希島あいり。                             |
| #10  | 2月           | ゲストは先月と同じ、瑠川リナ引退SP                                   |
| #11  | 3月           | ゲストはさくらゆら                                                   |
| #12  | 4月           | ゲストはさくらゆら                                                   |
| #13  | 5月           | 3月24日公開収録。                                                    |
| #14  | 6月           | ゲストは麻美ゆま                                                     |
| #15  | 7月           | ゲストは麻美ゆま                                                     |
| #16  | 8月           | 箱根初プライベート旅行前編。                                         |
| #17  | 9月           | ゲストは白石茉莉奈。                                                 |
| #18  | 10月          | ゲストは白石茉莉奈。                                                 |
| #19  | 11月          | 箱根プライベート旅行後編。                                           |
| #20  | 12月          | ゲストは希崎ジェシカ。                                               |
| #21  | 2018年 1月2日 | 小澤酒造で酒蔵見学と利き酒。                                         |
| #22  | 2月2日        | ゲストは桜空もも。                                                   |
| #23  | 3月2日        | 柴又で和菓子体験。                                                   |
| #24  | 4月1日        | ゲストは明里つむぎ。                                                 |
| #25  | 5月1日        | 3月11日、「カプリ幡ヶ谷キッチン」で公開収録クッキング。              |
| #26  | 6月3日        | 韓国プライベート旅行。前編。                                         |
| #27  | 7月2日        | ゲストは市川まさみ。カレータピカ＆タコス作り。                       |
| #28  | 8月5日        | 韓国プライベート旅行。後編。                                         |
| #29  | 9月2日        | ゲストは岬ななみ。チキンとアスパラのドリア。                         |
| #30  | 10月1日       | 千葉県で葡萄、梨、栗狩り。                                           |
| #31  | 11月2日       | 栗ご飯。栗の甘露煮。2018年3大ニュース。                              |
| #32  | 12月2日       | 吉沢明歩とピザ作り。                                                 |
| #33  | 2019年 1月2日 | 吉沢明歩とアニマルメロンパン作り。                                   |
| #34  | 2月3日        | 僕らは嘘つき（桜木優希音、松下美織、富田優衣）とガトーショコラ作り。 |
| #35  | 3月2日        | 唯井まひろと海鮮ばらちらし＆春のお吸い物に挑戦。                     |
| #36  | 4月2日        | 千葉県市川市でいちご狩り。ゲスト・楓カレン。                         |
| #37  | 7月1日        | 楓カレンといちごジャム作り。                                         |
| #38  | 8月3日        | 金沢ロケ前編。                                                       |
| #39  | 9月1日        | 金沢後編。                                                           |
| #40  | 10月1日       | 千葉・ハナシマ農園でフルーツトウモロコシ狩り。金箔パックで部屋飲み。 |
| #41  | 11月2日       | ヤマサ醤油へ工場見学に行く。                                         |
| #42  | 12月1日       | 2019年3大ニュース＆懺悔で1年を振り返る。                             |
| #43  | 2020年1月4日  | 2019年番組名シーンを振り返る。                                       |
| #44  | 2月2日        | ハート型のマカロンを作る。                                           |
| #45  | 3月1日        | 伊豆高原体験の里で握り寿司を作る。                                   |
| #46  | 4月4日        | 伊豆シャボテン動物公園編                                             |
| #47  | 5月2日        | 伊豆シャボテン植物公園編                                             |
| #48  | 6月1日        | ポーセラーツで陶器作り。                                             |
| #49  | 7月5日        | お料理専念総集編                                                     |
| #50  | 8月2日        | 農業公園ぽんぽこ村で夏野菜収穫体験                                   |
| #51  | 9月1日        | 無農薬野菜をクッキング                                               |
| #52  | 10月3日       | 新作BD発売を記念生放送                                               |
| #53  | 11月2日       | 禁酒とぶどう狩り                                                     |
| #54  | 12月2日       | 山梨・ハーブ庭園旅日記                                               |
| #55  | 2021年 1月2日 | ハーバリウム手作り体験                                               |
| #56  | 2月3日        | ワインに合うおつまみづくり                                           |
| #57  | 3月3日        | 天然酵母パン作り                                                     |
| #58  | 4月3日        | みひなな飲み会                                                       |
| #59  | 5月5日        | ぽんぽこ村を訪ね春野菜収穫体験                                       |
| #60  | 6月2日        | 採れたて夏野菜で生クッキング・前編                                   |
| #61  | 7月3日        | 採れたて夏野菜で生クッキング・後編                                   |
| #62  | 8月4日        | 七海なな懐妊祝い・みひなな2人旅前編                                  |
| #63  | 9月1日        | 七海なな懐妊祝い・みひなな2人旅後編、ゲスト：元かすみ果穂            |
| #64  | 10月2日       | みひなな2人旅3。恒例の部屋飲み＆温泉                                 |
| #65  | 11月2日       | みひなな2人旅4。2人の伊豆旅行最終話                                  |
| #66  | 12月1日       | みひなな2021年忘年会、その1                                          |
| #67  | 2022年 1月2日 | みひなな2021年忘年会、その2                                          |
| #68  | 2月2日        | みひなな2021年忘年会、未公開未放送編                                 |
| #69  | 3月2日        | 浅草でたい焼き作り体験                                               |
| #70  | 4月3日        | 冬のあったかグラタン                                                 |
| #71  | 5月4日        |                                                                      |
| #72  | 6月1日        | おきなわワールドへ行こう前編                                         |
| #73  | 7月3日        | 2人旅沖縄編、搾乳タイムと乾杯                                        |
| #74  | 8月3日        | 沖縄旅その3、恒例の酒飲みタイム                                      |
| #75  | 9月2日        | みひなな2人旅沖縄編その4 水着旅                                      |
| #76  | 10月5日       | みひなな2人旅沖縄編・最終話                                          |
| #77  | 11月2日       | 新作BD発売記念生放送                                                 |
| #78  | 12月2日       | 年末恒例・みひなな忘年会                                             |
| #79  | 2023年 1月1日 | 切子体験                                                             |
| #80  | 2月1日        | 年末恒例忘年会・はみだし特別編                                       |
| #81  | 3月1日        | 冬のあったか料理・シチューをクッキング                               |
| #82  | 4月2日        | 和菓子作り＆お点前体験                                               |
| #83  | 5月3日        | ブルーレイ発売記念ポッドキャスト収録                                 |
| #84  | 6月2日        | みひななラジオ                                                       |
| #85  | 7月2日        | みひなな2人旅、山梨グランピング編                                    |
| #86  | 8月2日        | 山梨グランピング編・第2話                                            |
| #87  | 9月1日        | 山梨グランピング編・第3話                                            |
| #88  | 10月4日       | 山梨グランピング編・第4話                                            |
| #89  | 11月1日       | 山梨グランピング編・第5話                                            |
| #90  | 12月2日       | 山梨編第6話                                                          |
| #91  | 2024年 1月3日 | 山梨グランピング編の公開生放送（最終回）                             |

| 回数 | 配信日         | 配信内容                                                                         |
| ---- | -------------- | -------------------------------------------------------------------------------- |
| #91  | 2024年 3月1日  | 配信番組に移行。2024年の抱負・ななちゃんの娘ちゃんの成長報告・みっひーとTikTok。 |
| #92  |                |                                                                                  |
| #93  | 4月5日         | 木内酒造「常陸野ネストビール」でビールを作る・前編。                             |
| #94  | 5月3日         | 手作りビールに煮沸や、香りつけのアロマホップを投入する後編。                     |
| #95  | 6月28日        | 毎年恒例のみひなな2人旅、宮古島編。                                              |
| #96  |                | 宮古島編その2                                                                    |
| #97  | 8月2日         | 宮古島編その3、恒例の部屋飲み編。                                                |
| #98  |                | みひなな2人旅イン宮古島・第4話                                                   |
| #99  | 10月4日        | みひなな2人旅イン宮古島・第5話                                                   |
| #100 | 11月           | 続・みひなな2人旅イン宮古島                                                      |
| #101 | 12月6日        | みひなな2人旅イン宮古島・特典映像                                                |
| #103 | 12月27日       | みひなな忘年会2024 ゲスト：かすみ果穂                                            |
| #104 |                | 明太子専門テーマパーク「めいたいパーク伊豆」をレポート。2024年12月1日公開収録。  |
| #105 | 2025年 5月30日 | みひななスナック、伊豆パノラマパーク編。2025年3月16日公開収録。                  |
| #106 | 6月27日        | みひななスナック、沖縄旅行編。6月15日公開収録。                                  |
|      |                | みひなな食堂沖縄第4話。8月10日公開集落。                                         |

## DVD、BD
特に記載のないものはポニーキャニオンより。
2011年
みっひーランド1~3（8月3日）
みっひーランド4~6（12月21日）
2012年
みっひーランド7~9（7月18日）
2013年
みっひーランド10~12（1月）
姫姫旅行 presents「みひろのウ・ラ・ド・リ」ロサンゼルス編（5月15日）
かすみレディオ番外編 イン ラスベガス（8月21日）
みっひーランド ロス☆ラスベガスの旅 前編（9月18日）
みっひーランド ロス☆ラスベガスの旅 後編（9月18日）
みっひーランド13（9月18日）
2016年（以降つくばテレビより）
みっひーランドかすみ果穂卒業旅行（4月）飲酒しながら罰ゲーム付きゲームで顔に落書きや電話なども収録。
2017年（以降BD)
みひなな食堂1（かすみ果穂卒業式収録)出演:吉沢明歩、浅田結梨、あやみ旬果、高橋しょう子、三上悠亜
みひなな食堂2（かすみ果穂卒業式収録)出演:橋本ありな、吉沢明歩、瑠川リナ、希島あいり、さくらゆら
2018年
みひなな食堂3(2017年のニュースや部屋飲み等の未放送も収録。)出演:麻美ゆま、白石茉莉奈、希崎ジェシカ
2019年
みひなな食堂4
みひなな食堂5